# Jean-Michel Gnonka
Jean-Michel Liadé Gnonka (* 20. Juli 1980 in Ouagadougou, Obervolta) ist ein ehemaliger Fußballspieler aus dem westafrikanischen Staat Burkina Faso.
Er begann seine Karriere bei ASFA-Yennenga Ouagadougou in der burkinischen Hauptstadt und wechselte 2000 nach Algerien zu RC Kouba. 2004 kehrte er nach Burkina Faso zurück und spielte für Étoile Filante Ouagadougou. 2006 folgte ein erneuter Wechsel nach Algerien zu Paradou AC. Bis 2009 stand er bei AS Khroub aus Constantine unter Vertrag. Von 2012 bis 2015 spielte er für Krabi FC, bevor er seine Laufbahn beendete.
Gnonka spielte für die Burkinische Fußballnationalmannschaft und nahm an den Afrikameisterschaften 1998, 2000 und 2004 teil.